# Megalophanes viciella
Megalophanes viciella är en fjärilsart som beskrevs av Denis och Ignaz Schiffermüller 1775. Megalophanes viciella ingår i släktet Megalophanes och familjen säckspinnare. Inga underarter finns listade i Catalogue of Life.

## Bildgalleri

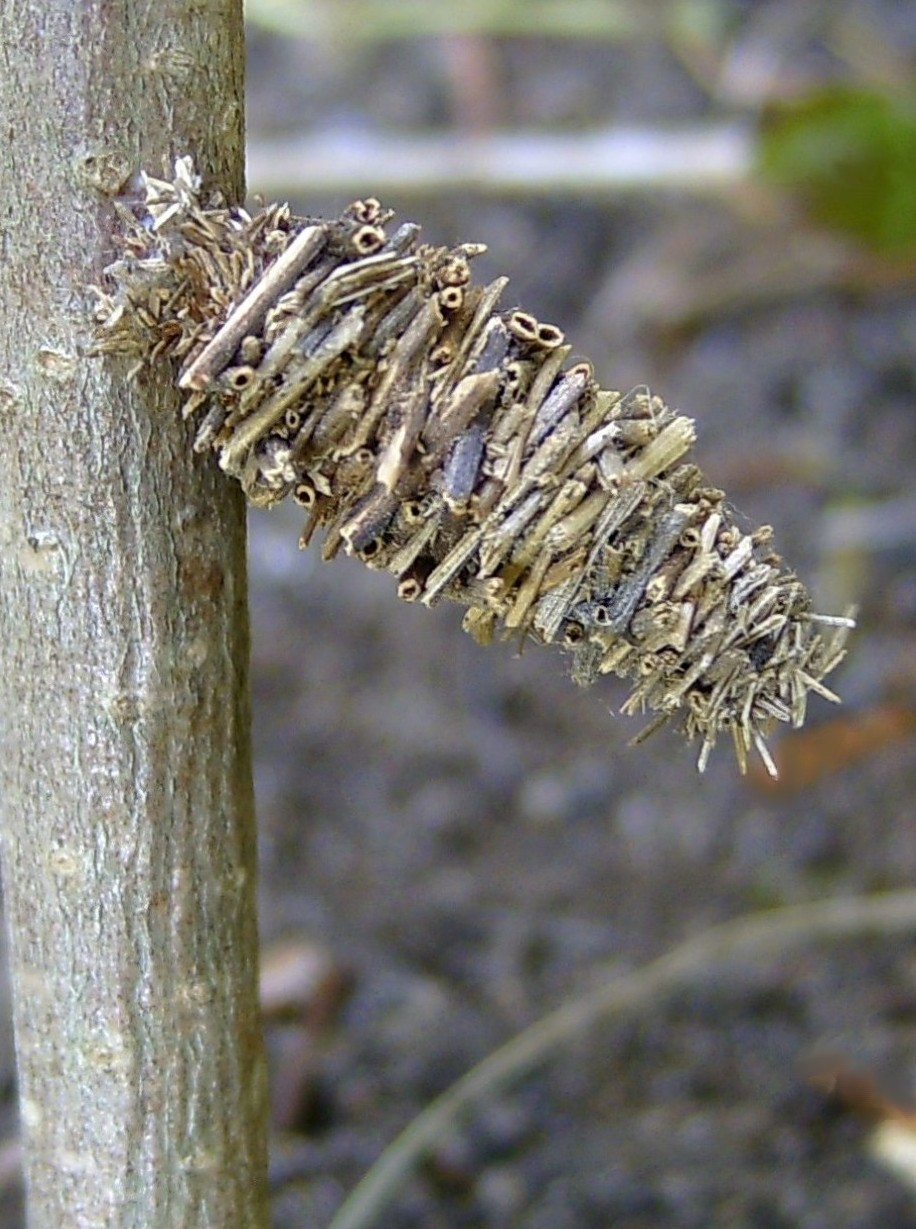